# 돈다가와정
돈다가와정(富田川町)은 와카야마현 니시무로군에 설치되었던 정이다. 현재의 가미톤다정 남단에 해당한다.

## 역사
- 1956년 9월 30일 - 이쿠마촌, 앗소촌을 합병해 성립하였다.
- 1958년 3월 31일 - 가미톤다정과 합병해 새로운 가미톤다정이 성립하여,  동일 돈다가와정은 폐지되었다.

## 교통

### 철도
- 일본국유철도
  - 기세이 본선

### 도로
- 국도 제170호선 (현・국도 제42호선)

## 참고문헌
- 角川日本地名大辞典 30 和歌山県